# Epidendrum goebelii
Epidendrum goebelii är en orkidéart som beskrevs av Rudolf Schlechter. Epidendrum goebelii ingår i släktet Epidendrum och familjen orkidéer. Inga underarter finns listade i Catalogue of Life.